# Buckhornská divočina
Buckhornská divočina (angl. Buckhorn Wilderness) je 179 km² rozlehlé horské chráněné území na severovýchodě Olympijského poloostrova v americkém státě Washington. Své jméno dostala po hoře Buckhorn Mountain, která se tyčí do výšky 2 133 metrů nad mořem, a leží při východní hranici Olympijského národního parku.

## Administrace
Divočina byla založena v roce 1984 a je největší z pěti divočin, které obléhají Olympijskou divočinu v Olympijském národním parku. Divočinu řídí lesní správci obvodu Hoodova kanálu, kteří spadají pod Olympijský národní les.

## Geografie
Nejnižší nadmořské výšky v divočině se nachází při dolních tocích jejích hlavních odtoků. U řeky Big Quilcene to je 750 m n. m., u řeky Dungeness 820 a u potoka Townsend Creek až 1000 metrů nad mořem. Nejvyšším bodem je 2 176 metrů vysoká hora Mount Fricaba, která leží na západní hranici divočiny, které je také východní hranicí Olympijského národního parku. Nejvyšší hora, která leží celá na území divočiny, je Buckhorn Mountain, která měří 2 133 metrů. Důležitou historickou památkou v divočině je opuštěný měděný Tubalkainův důl.

## Ekologie
Divočina leží ve srážkovém stínu Olympijského pohoří, což znamená, že je zde sušší klima. Přesto jsou nížinné lesy (pod 1 200 metrů nad mořem) zarostlé starými zeravy obrovskými, jedlovci západními a douglaskami. V lesích také rostou houby a mechy, mezi další rostliny patří oplopanax horridus, libavka shalon a ostružiník nutkajský. Nad 1 800 metry převažuje tundra, jelikož zdejší klima už tolik suché není. Přesto některé svahy, jako například jižní svah hory Buckhorn Mountain, jsou nad hranicí lesa polopouštní díky rychle se vysušujícím půdám, vystavení světelnému záření a nízkým srážkám v letních měsících.